# Ageha wo ou monotachi
Ageha wo ou monotachi (アゲハを追うモノたち?), noto anche con il titolo internazionale Those Who Chase the Butterfly, è un manga del 2009 scritto e disegnato da Yu Yagami.

## Trama
La storia è ambientata in un non precisato futuro in cui l'uomo viaggia liberamente per l'intera galassia.
Ageha Shiraishi è una giovane ragazza condannata a morte per l'omicidio dei quattro suoi coinquilini. Sfruttando la propria estrema abilità nel travestimento, riesce ad evadere dalla prigione in cui è detenuta. La guardia addetta alla sorveglianza di Ageha, Kyosuke, prende talmente sul personale la questione che si mette al suo inseguimento come cacciatore di taglie. Sfruttando un proprio alter-ego, Ageha ha modo di rimanere a lungo accanto a Kyosuke e cerca con il suo aiuto (non sospettando l'uomo alcunché riguardo alla vera identità della giovane) di trovare chi abbia compiuto l'omicidio per cui era stata perseguita, così da vendicare la morte dei propri amici.
Kyosuke finisce per innamorarsi dell'alter-ego di Ageha, ma anche della sua "vera" personalità. Messa alle strette e smascherata, Kyosuke fa di tutto per proteggerla ma malgrado i suoi sforzi la ragazza viene comunque uccisa da un cecchino. Un anno dopo, appena terminati gli arresti domiciliari, un demoralizzato Kyosuke viene contattato da un uomo che dice esser stato inviato li per mostrargli la verità: quella di Ageha è stata solo una morte simulata, e la ragazza ha potuto così iniziare una nuova vita con un nuovo nome e un nuovo volto. Rinato nello spirito, Kyosuke può finalmente raggiungerla e coronare il suo sogno d'amore insieme ad Ageha.

## Manga
| Nº | Data di prima pubblicazione | Data di prima pubblicazione | Data di prima pubblicazione |
| Nº | Giapponese                  | Giapponese                  |                             |
| -- | --------------------------- | --------------------------- | --------------------------- |
| 1  | 3 aprile 2010               | ISBN 978-4-04-715437-7      |                             |
| 2  | 4 giugno 2010               | ISBN 978-4-04-715459-9      |                             |
| 3  | 4 ottobre 2010              | ISBN 978-4-04-715535-0      |                             |
| 4  | 4 marzo 2011                | ISBN 978-4-04-715641-8      |                             |